# Friedrich Gernsheim
Friedrich Gernsheim (Worms, 17 luglio 1839 – Berlino, 10 settembre 1916) è stato un musicista e direttore d'orchestra tedesco.

## Biografia
Gernsheim è nato a Worms, città a 58 km da Francoforte sul Meno, sulla sponda occidentale del Reno.
Figlio di uno stimato medico ebreo, riceve i primi rudimenti musicali da sua madre che gli insegna a suonare il pianoforte e all'età di 7 anni inizia a studiare teoria della musica con il direttore Louis Liebe, ex allievo di Louis Spohr. Nel frattempo continua la sua formazione pianista a Magonza con Ernst Pauer.
Dopo il 1848 la famiglia si trasferisce a Francoforte sul Meno: qui il giovane Friedrich prende lezioni di pianoforte da Edward Rosenhain, fratello di Jakob Rosenhain, di violino da E. Eliason e H. Wolff, e studia teoria con J. Hauff.
Nel 1850 fa la sua prima apparizione pubblica come pianista e parte in tournée per due anni. Al suo ritorno si trasferisce con la famiglia a Lipsia dove perfeziona i suoi studi di pianoforte con Ignaz Moscheles. Dal 1855–1860 si stabilisce a Parigi dove frequenta Gioachino Rossini, Théodore Gouvy, Édouard Lalo a Camille Saint-Saëns.
I suoi frequenti spostamenti lo portano prima a Saarbrücken dove nel 1861 occupa il posto di vacante di direttore d'orchestra, poi nel 1865 a Colonia dove insegna al Conservatorio (tra i suoi allievi ricordiamo Engelbert Humperdinck e Carl Lachmund). Dopo aver ricoperto l'incarico di direttore musicale della Philharmonic Society di Rotterdam (1874-1890) si trasferisce a Berlino dove insegna prima allo Stern Conservatory poi, dal 1897 all'Academia di Belle Arti. Nello stesso anno viene eletto senatore. Nel 1877 sposa Helene Hernsheim di Karlsruhe.
Muore a Berlino nel 1916.
A causa delle sue origini ebree, tutti i suoi lavori sono stati censurati dal regime nazista e rimossi dalle biblioteche.

## Stile
Gernsheim è stato un compositore molto prolifico. Le sue prime composizioni sono chiaramente influenzate dallo stile musicale di Schumann mentre a partire dal 1868 il suo lavoro risente in maniera evidente della forte amicizia che lo lega a Brahms. Ma è nelle sue ultime composizioni, e in particolar modo in Zu einem Drama (1902), che Gernsheim mostra il suo vero talento dando vita ad uno stile del tutto personale.

## Opere
- Composizioni per orchestra
  - Sinfonie
    - Sinfonia n.1 in sol minore, op. 32, 1875
    - Sinfonia n.2 in mi maggiore, op. 46, 1882
    - Sinfonia n.3 in do minore (Miriam o Mirjam), op. 54, 1887
    - Sinfonia n.4 in si bemolle maggiore, op. 62, 1895

  - Concerti per piano
    - Concerto in do minore, op. 16

  - Concerti per violino
    - Concerto n.1 in re maggiore, op. 42
    - Concerto n.2 in fa maggiore, op. 86
    - Fantasia per violino e orchestra, op. 33

  - Concerto per violoncello
    - Concerto in mi minore, op. 78

  - Zu einem drama, op. 82
  - Divertimento, op. 53
- Musica da camera
  - Trio per archi
    - Trio in sol maggiore, 1900

  - Quartetto per archi
    - Quartetto n.1 in do minore, op. 25
    - Quartetto n.2 in la minore, op. 31, 1875
    - Quartetto n.3 in fa maggiore, op. 51, 1886
    - Quartetto n.4 in mi minore, op. 66
    - Quartetto n.5 in la maggiore, op. 83

  - Quartetti per piano
    - Quartetto n.1 in mi maggiore, op. 6
    - Quartetto nº2 in do minore, op. 20
    - Quartetto n.3 in fa maggiore, op. 47, 1883

  - Quintetti per piano
    - Quintetto n.1 in re minore, op. 35
    - Quintetto n.2 in si minore, op. 63, publ. circa 1897

  - Quintetti per archi
    - Quintetto n.1 in re maggiore, op. 9
    - Quintetto n.2 in mi maggiore, op. 89

  - Sonate per violino e piano
    - Sonata n.1 in do minore, op. 4, publ. circa 1864
    - Sonata n.2 in do maggiore, op. 50, publ. circa 1885
    - Sonata n.3 in fa maggiore, op. 64, publ. circa 1898
    - Sonata n.4 in sol maggiore, op. 85

  - Trio per piano
    - Trio n.1 in fa maggiore, op. 28
    - Trio n.2 in si bemolle maggiore, op. 37
    - Altri due Trii per tastiera inediti

  - Sonate per violoncello e piano
    - Sonata n.1 in re minore, op. 12
    - Sonata n.2 in mi minore, op. 79
    - Sonata n.3 in mi minore, op. 87

  - Sonate per piano
    - Sonate in fa minore, op. 1

  - Organo
    - Fantasia e fuga, op. 76

  - Altro
    - Introduzione e Allegro appassionato, op. 38
- Opere vocali e orchestrali
  - Salamis, per coro maschile e orchestra, op. 10
  - Nibelungen wiederfahrt, op. 73
  - Nornen wiegenlied, op. 65
  - Agrippina, op. 77